# Szubki
Szubki (ros. Шубки) – wieś (ros. деревня, trb. dieriewnia) w zachodniej Rosji, w osiedlu wiejskim Lubawiczskoje rejonu rudniańskiego w obwodzie smoleńskim.

## Geografia
Miejscowość położona jest nad Siertieją, 12 km od granicy z Białorusią, 20 km od drogi magistralnej M1 «Białoruś», przy drodze regionalnej 66N-1608 (R120 / Rudnia – Lubawiczi – Wołkowo), 8,5 km od drogi federalnej R120 (Orzeł – Briańsk – Smoleńsk – granica z Białorusią), 7,5 km od najbliższego przystanku kolejowego (450 km), 8 km od centrum administracyjnego osiedla wiejskiego (Lubawiczi), 8,5 km od centrum administracyjnego rejonu (Rudnia), 64,5 km od Smoleńska.
W granicach miejscowości znajdują się ulice: kapitana I. A. Florowa, Ługowaja, Ługowoj pierieułok, Morskaja, Wietieranow, pierieułok Wietieranow.

## Demografia
W 2010 r. miejscowość zamieszkiwało 88 osób.

## Historia
W czasie II wojny światowej od lipca 1941 roku wieś była okupowana przez hitlerowców. Wyzwolenie nastąpiło w październiku 1943 roku.
Uchwałą z dnia 20 grudnia 2018 roku w skład jednostki administracyjnej Lubawiczskoje weszły wszystkie miejscowości (w tym Szubki) zlikwidowanego osiedla wiejskiego Kazimirowskoje.